# High & Fines Herbes
High et Fines Herbes, est une émission franco-belge diffusée sur YouTube, créée et animée par les rappeurs belges Caballero et JeanJass. Réalisée par Romain Moriconi, elle mêle cuisine, humour et culture du cannabis. L’émission accueille des invités issus principalement du monde du rap et de la scène artistique francophone,.

## Format
L’émission s’inspire des codes de la téléréalité et des jeux télévisés, réunissant les candidats autour d’épreuves en lien avec le cannabis, dans lesquelles ils s’affrontent pour remporter le Poumon d’Or. Entre ces épreuves, les participants évoluent dans une villa où ils cuisinent, créent de la musique et échangent de manière conviviale.
Les premières saisons d'High & Fines Herbes adoptent un format plus simple, tandis que les saisons suivantes proposent une mise en scène plus élaborée,,.

## Déroulement de l'émission
L’émission est structurée en plusieurs séquences, il y a d'abord une introduction, puis une séquence d'épreuve où les candidats s'affronte. Il y a ensuite une séquence de cuisine ou les présentateurs et les invités préparent les plats pour la séquence de dégustation qui suit. L'émission est entre-coupées de séquences humoristiques et de montage en tout genre. Depuis la saison 5, une séquence où les artistes créent de la musique a été ajoutée.

## Invités
Les invités sont un élément central du programme. Chaque saison accueille des figures marquantes du rap francophone, mais aussi des humoristes, des chefs cuisiniers et des personnalités du web.
Parmi les artistes ayant participé à l’émission figurent les rappeurs Rim’K, Roi Heenok, Oxmo Puccino, Luv Resval, Gazo, ainsi que les humoristes Paul Mirabel, Benjamin Tranié et le chef Xavier Pincemin.

## Impact et Influence
L’émission a contribué à populariser la culture du cannabis dans l’espace francophone, tout en mettant en avant la cuisine comme un élément de partage et de convivialité. Son succès a permis la production de plusieurs saisons et donné lieu à des produits dérivés, notamment des événements liés à son univers.

## Historique
High & Fines Herbes est diffusée sur YouTube depuis le 20 avril 2017. Le titre de l’émission a été proposé par le cuisinier Jean-Baptiste Bonhomme,, qui en a développé le concept avec Caballero & JeanJass.

## Émission
| Saison | Nombres dépisodes | Candidats                                                                      | Invités | Dates de diffusion               |
| ------ | ----------------- | ------------------------------------------------------------------------------ | --- | -------------------------------- |
| 1      | 5                 | Il n'y a pas d'épreuves ni de candidats dans cette saison                      | Eskondo, ISHA, Exodarap, Ysha, Seven | 20 avril 2017 - 15 juin 2017     |
| 2      | 6                 | Il n'y a pas d'épreuves ni de candidats dans cette saison                      | Di-meh, Slimka, Panama Bende, Lomepal, Roméo Elvis, Mister V | 5 septembre 2019 sur Youtube     |
| 3      | 6                 | Di-meh, Slimka, Luv Resval, Youv Dee, Senamo, Alkpote                          | Eskondo, Roi Heenok, Oxmo Puccino, Lomepal, Seb, Mister V, ICO, Liza Del Serria, Dust, Roméo Elvis | 13 mars 2020 - 27 mars 2020      |
| 4      | 5                 | Rowjay, Le Juiice, Jimmy La Loutre, Arthur Qwest, Savage Toddy, Limsa d'Aulnay | Eskondo, Gazo, Xavier Pincemin, Mehdi Maïzi, Da Uzi, Rim'K, Paul Mirabel, Jok'Air, Enima, Roméo Elvis, Bianca Costa, Senamo, Di-meh, Slimka, Youv Dee, Alkpote, Dust | 4 janvier 2023 - 18 janvier 2023 |
| 5      | 5 (+1 spécial)    | Kay The Prodigy, Enima, ZorroSlice, thahomey, Ben PLG, Stony Stone             | Eskondo, Roi Heenok, Rim'K, Xavier Pincemin, Oxmo Puccino, ElGrandeToto, Adèle Castillon, Nordinn Ganso, VT, Stavo, Ashe22, Soso Maness, Heuss L'Enfoiré, Medhi Maïzi, Kerchak, Kronomuzik, Pandrezz, P.Prod, Ronare, Laurent Dagenais, ZKR, Mallory Gabsi, Alkpote, Limsa d'Aulnay, Savage Toddy, Cokein | 7 janvier 2025 - 21 janvier 2025 |

### Saison 1
| Épisode | Date          | Invités                              | Recettes              |
| ------- | ------------- | ------------------------------------ | --------------------- |
| 1       | 20 avril 2017 | Eskondo, Senamo, Roméo Elvis, RAF    | La Pizza              |
| 2       | 4 mai 2017    | Roméo Elvis, ISHA, Eskondo           | Les Tenders           |
| 3       | 21 mai 2017   | Renas, RAF, Blondin, Senamo, Eskondo | Le Poulet Rôti        |
| 4       | 1 juin 2017   | Ysha, Roméo Elvis, Renas, Eskondo    | La Kefta en brochette |
| 6       | 15 juin 2017  | Chris, Ysha, Seven, Alain, Eskondo   | Les pâtes au pesto    |

### Saison 2
Saison initialement diffusée sur le média Viceland en 2018, elle fera l'objet de polémiques sur l'usage de cannabis dans une émission TV. Elle sera publiée intégralement sur Youtube en septembre 2019.
| Épisode | Date             | Invités                                                   | Recettes           |
| ------- | ---------------- | --------------------------------------------------------- | ------------------ |
| 1       | 5 septembre 2019 | Lomepal, Slimka, Eskondo, Senamo                          | Le Croque-Monsieur |
| 2       | 5 septembre 2019 | Roméo Elvis, Mister V                                     | La Torti-khla      |
| 3       | 5 septembre 2019 | Roméo Elvis, Alkpote                                      | Les Moules-Frites  |
| 4       | 5 septembre 2019 | Di-meh, Slimka, Panama Bende                              | Les Tapas          |
| 5       | 5 septembre 2019 | Di-meh, Lomepal, Alkpote                                  | Les Churros        |
| 6       | 5 septembre 2019 | Alkpote, Roméo elvis, Mister V, Marc Dur, Di-meh, Eskondo | Les Crêpes         |

### Saison 3
À l'occasion de la saison 3 d'High & Fines Herbes, l'émission prend une autre forme et reprend les codes de la téléréalité et des jeux télévisés, une direction artistique ciblée, moins dispersée que les deux premières saisons. C'est également à partir de cette saison que des mixtapes de raps avec les invités de l'émission accompagneront la sortie de chacune des saisons,.
Les candidats de cette saison sont : Di-meh, Slimka, Luv Resval, Youv Dee, Senamo, Alkpote
| Épisode | Date         | Invités                                      | Épreuve           | Recette                    |
| ------- | ------------ | -------------------------------------------- | ----------------- | -------------------------- |
| 1       | 13 mars 2020 | Roi Heenok, Roméo Elvis                      | Les deux en un    | Les nems poulets crevettes |
| 2       | 13 mars 2020 | Roi Heenok, ICO, Lisa Del Sierra             | Les Jokes de Papa | Le Banana Spliff           |
| 3       | 13 mars 2020 | Roi Heenok, Mister V                         | Le Ventilateur    | Le Shit Kebab              |
| 4       | 20 mars 2020 | Roi Heenok, Lomepal, Benjamin Shouvanik      | Weepipedia        | Les Gaufrettes             |
| 5       | 27 mars 2020 | Roi Heenok, Dust, Oxmo Puccino               | Les deux en un    | Le Ceviche                 |
| 6       | 9 avril 2020 | Roi Heenok, Dust, Seb, Oxmo Puccino, Lomepal | Le Sobeuhlier     | Le beurre maître d'hôtel   |

### Saison 4
Les candidats de cette saison sont : Rowjay, Le Juiice, Jimmy La Loutre, Arthur Qwest, Savage Toddy, Limsa d'Aulnay
| Épisode | Date            | Invités                                         | Épreuve                  | Recette                 |
| ------- | --------------- | ----------------------------------------------- | ------------------------ | ----------------------- |
| 1       | 4 janvier 2023  | Gazo, Xavier Pincemin, Da Uzi, Rim'K            | L'Aquarium Mortel        | Le Thon                 |
| 2       | 4 janvier 2023  | Mehdi Maïzi, ElGrandeToto, Yanso                | High Star Games (Basket) | Kookie Krisp (céréales) |
| 3       | 11 janvier 2023 | Mehdi Maïzi, Bianca Costa, Alkpote, Roméo Elvis | Question pour un fonsdé  | Œufs Écossais           |
| 4       | 11 janvier 2023 | Paul Mirabel, Alkpote, Jok'Air                  | Ventilo Tornado          | Tajine aux agrumes      |
| 5       | 18 janvier 2023 | Senamo, Di-meh, Youv Dee, Slimka                | Le Sobeuhlier            | La Paëlla<              |

### Saison 5
Les candidats de cette saison sont : Kay The Prodigy, Enima, ZorroSlice, thahomey, Ben PLG, Stony Stone
| Épisode | Date            | Invités                                                                             | Épreuve              | Recette                                            | Son                                                                                                   |
| ------- | --------------- | ----------------------------------------------------------------------------------- | -------------------- | -------------------------------------------------- | --- |
| 1       | 7 janvier 2025  | Adèle Castillon, Soso Maness, Nordinn Ganso, Roi Heenok                             | La Corrida           | La Foccaccia                                       | Constellation - Stony Stone (prod. Legendes Industries)                                               |
| 2       | 9 janvier 2025  | Kerchak, Mehdi Maïzi, Xavier Pincemin, Heuss L'enfoiré, Roi Heenok                  | L'Aquarium Mortel II | La purée Joël Robuchon & Steak de Kobé au barbecue | Les Tiktoks de Bardella - Ben PLG (prod. Legendes Industries)                                         |
| 3       | 14 janvier 2025 | Laurent Dagenais, Oxmo Puccino, Benjamin Tranié, Mehdi Maïzi, Roi Heenok            | Fort Beuyard         | Les Tostadas                                       | REEL OU FAKE - thaHomey (prod. Legendes Industries)                                                   |
| 4       | 16 janvier 2025 | Limsa d'Aulnay, ZKR, Roi Heenok, Alkpote, Savage Toddy, Mallory Gabsi, ElGrandeToto | Le Flambeau          | La Seiche                                          | Look at me now - Enima (prod. Legendes Industries)                                                    |
| 5       | 21 janvier 2025 | Limsa d'Aulnay, Rim'K, Ashe22, Stavo, ElGrandeToto, Roi Heenok                      | Vieille École        | Gâteau                                             | Prestigio - Kay The Prodigy (prod. Legendes Industries) Lore - ZorroSlice (prod. Legendes Industries) |

## Polémiques
L'émission a suscité plusieurs polémiques depuis sa diffusion, principalement en raison de sa représentation explicite de la consommation de cannabis.

### Polémiques et diffusion sur Viceland
Depuis son lancement, High & Fines Herbes fait l’objet de plusieurs controverses, principalement en raison de sa représentation explicite de la consommation de cannabis,.
En 2018, l’émission a été diffusée sur la chaîne Viceland, suscitant des réactions mitigées. Le Conseil supérieur de l’audiovisuel (CSA) en France a été saisi concernant la représentation de la consommation de cannabis à l’écran. Toutefois, son champ d’action étant limité, aucune sanction n’a été prise, Viceland étant une chaîne britannique diffusée en France et relevant ainsi de la juridiction de l’Ofcom, l’organisme britannique de régulation des médias.
La diffusion de l’émission a également alimenté des débats dans les médias français. Certains critiques ont dénoncé le caractère provocateur de la mise en avant de personnalités publiques consommant du cannabis à l’écran, soulevant des questions sur la responsabilité des diffuseurs et des créateurs de contenu.
Malgré ces controverses, High & Fines Herbes rencontre un certain succès et s’impose comme une référence dans la culture rap francophone, mêlant cuisine, humour et discussions autour du cannabis.